# Sagephorus spinosus
Sagephorus spinosus är en insektsart som beskrevs av Brunner von Wattenwyl 1895. Sagephorus spinosus ingår i släktet Sagephorus och familjen vårtbitare. Inga underarter finns listade i Catalogue of Life.